# Rivière des Martres
Pour les articles homonymes, voir Martre.
La rivière des Martres est un affluent de la rive ouest de la partie intermédiaire de la rivière Malbaie, coulant dans la région administrative de la Capitale-Nationale, dans la province de Québec, au Canada. Ce cours d’eau traverse les municipalités régionales de comté de :
- Charlevoix : dans le territoire non organisé de Lac-Pikauba ;
- Charlevoix-Est : dans le territoire non organisé de Mont-Élie (Québec).

Ce cours d'eau traverse le parc national des Hautes-Gorges-de-la-Rivière-Malbaie.
La partie supérieure de cette vallée est desservie grâce à une route forestière secondaire se reliant vers l'ouest à la vallée de la partie supérieure de la rivière Malbaie. La partie inférieure ne comporte pas de routes carrossables à cause du relief montagneux. Les activités récréotouristiques constituent la principales activités économiques de cette vallée dans la zone du parc ; la sylviculture, en second (dans la réserve faunique des Laurentides, soit la partie supérieure de la vallée).
À cause de l'altitude, la surface de la rivière des Martres est généralement gelée de la fin de novembre jusqu'au début de avril ; toutefois la circulation sécuritaire sur la glace se fait généralement du début décembre jusqu'à la fin mars. Le niveau de l'eau de la rivière varie selon les saisons et les précipitations ; la crue printanière survient généralement en avril.

## Géographie
La rivière des Martres prend sa source du lac de la Loutre (longueur : 0,7 km ; altitude : 596 m) enclavé entre les montagnes, situé en zone forestière dans le territoire non organisé de Lac-Pikauba. L'embouchure de ce petit lac est située au sud-ouest, à :
- 4,6 km à l'est d’une courbe de la partie supérieure de la rivière Malbaie ;
- 1,5 km au sud-est du lac Moreau ;
- 3,8 km au sud-ouest du lac au Porc-Épic ;
- 14,4 km au nord-ouest de la limite des MRC ;
- 52,6 km au nord du centre-ville de Baie-Saint-Paul ;
- 12,5 km à l’ouest de l’embouchure de la rivière des Martres[2].

À partir de sa source, le cours de la rivière des Martres descend sur 15,8 km dans une vallée de plus en plus encaissée comportant de hautes falaises, avec une dénivellation de 356 m, selon les segments suivants :
- 5,2 km vers l'est dans une vallée de plus en plus encaissée, en formant une courbe vers le nord et en entrant dans le parc national des Hautes-Gorges-de-la-Rivière-Malbaie en fin de segment (soit le dernier 0,8 km), jusqu’au ruisseau des Érables (venant du sud). Note : le ruisseau des Érables draine un ensemble de plans d'eau dont les lacs des Martres, Malfait, Boivin, Boulianne, des Érables et Thomas ;
- 4,4 km le sud-est en recueillant la décharge (venant du nord) d’un lac non identifié, la décharge (venant du sud) de deux petits lacs et la décharge (venant du nord) de trois petits lacs, jusqu’à la décharge (venant du nord) d’un ensemble de lacs dont le Lac de la Cuvette et le Lac Malfait ;
- 1,5 km vers le sud-est jusqu’à la limite des deux MRC où le cours courbe vers le sud jusqu’à la décharge (venant du nord) du Lac Jean ;
- 2,5 km d’abord vers le sud, en courbant vers l’est pour aller recueillir deux décharges de lacs (l’une venant du sud-ouest, l’autre venant du sud), jusqu'à la décharge (venant du nord-ouest) de deux petits lacs ;
- 2,2 km vers le sud-est en forme une légère courbe vers le sud, puis en courbant vers le sud-est en fin de segment, jusqu'à son embouchure[2].

La rivière des Martres se déverse dans un coude de rivière sur la rive ouest de la rivière Malbaie, dans le territoire non organisé de Lac-Pikauba, dans le parc national des Hautes-Gorges-de-la-Rivière-Malbaie. Cette embouchure est située à :
- 1,7 km au nord-est d'une sommet de montagne (altitude : 807 m ;
- 9,4 km au sud d'un coude en amont sur la rivière Malbaie ;
- 34,6 km au nord-ouest du centre-ville de La Malbaie[2].

À partir de l'embouchure de la rivière des Martres, le courant descend sur 53,8 km avec une dénivellation de 236 m en suivant le cours de la rivière Malbaie laquelle se déverser à La Malbaie dans le fleuve Saint-Laurent.

## Toponymie
Ce toponyme est connu depuis aux moins les années 1920. Il évoque la martre d'Amérique, mammifère carnassier de la famille des Mustélidés, dont la fourrure était très recherchée. Depuis le milieu du XXe siècle, en raison des coupes forestières intensives et de l'augmentation du taux d'acidité des lacs, ce mammifère est devenu plus rare dans ce secteur.
Le toponyme "rivière des Martres" a été officialisé le 5 décembre 1968 à la Banque des noms de lieux de la Commission de toponymie du Québec.